# Hemipeplus australicus
Hemipeplus australicus là một loài bọ cánh cứng trong họ Mycteridae. Loài này được Arrow miêu tả khoa học năm 1930.